# Giro de Italia 1982
La 65ª edición del Giro de Italia se disputó entre el 13 de mayo y el 4 de junio de 1982, con un recorrido de 22 etapas y 4010 km, que se recorrieron a una velocidad media de 36,447 km/h.
Vicente Belda logró la única victoria española del Giro de 1982, y Faustino Rupérez fue el mejor clasificado, décimo.
El francés Bernard Hinault lograba su segundo Giro de Italia, imponiéndose al sueco Tommy Prim y al italiano Silvano Contini, segundo y tercero, respectivamente.

## Equipos participantes
| Equipo                   | Jefe de filas            |
| Inoxpran                 | Guido Bontempi           |
| Alfa Lum                 | Giuseppe Petito          |
| Atala                    | Urs Freuler              |
| Bianchi-Piaggio          | Gianbattista Baronchelli |
| Bibione - Stern TV       | Dietrich Thurau          |
| Del Tongo                | Wladimiro Panizza        |
| Famcucine-Campagnolo     | Francesco Moser          |
| Gemeaz Cusin - Zor       | Faustino Rupérez         |
| Gis Gelati-Olmo          | Fabrizio Verza           |
| Hoonved-Bottecchia       | Mario Beccia             |
| Kelme                    | Juan Fernández           |
| Metauro Mobili-Pinarello | Lucien Van Impe          |
| Renault                  | Bernard Hinault          |
| Royal Magniflex          | Erich Maechler           |
| Sammontana-Benotto       | Roberto Visentini        |
| Selle Italia - Chinol    | Franco Chioccioli        |
| Selle San Marco          | Alfio Vandi              |
| Termolan - Galli         | Davide Cassani           |

## Etapas
| Etapa   | Fecha      | Recorrido                          | Km         | Ganador de la etapa | Líder de la clasificación general |
| Prólogo | 13 de mayo | Milán                              | 16 (CRE)   | Renault             | Bernard Hinault                   |
| 1.ª     | 14 de mayo | Parma-Viareggio                    | 174        | Giuseppe Saronni    | Patrick Bonnet                    |
| 2.ª     | 15 de mayo | Viareggio-Cortona                  | 233        | Michael Wilson      | Laurent Fignon                    |
| 3.ª     | 16 de mayo | Perugia-Assisi                     | 37 (CRI)   | Bernard Hinault     | Bernard Hinault                   |
| 4.ª     | 17 de mayo | Assisi-Roma                        | 169        | Urs Freuler         | Bernard Hinault                   |
| 5.ª     | 18 de mayo | Roma-Caserta                       | 213        | Urs Freuler         | Bernard Hinault                   |
| 6.ª     | 19 de mayo | Caserta-Castellamare di Stabia     | 130        | Silvano Contini     | Bernard Hinault                   |
| 7.ª     | 20 de mayo | Castellammare di Stabia-Diamante   | 226        | Francesco Moser     | Francesco Moser                   |
| 8.ª     | 21 de mayo | Taormina-Agrigento                 | 248        | Moreno Argentin     | Francesco Moser                   |
| 9.ª     | 22 de mayo | Agrigento-Palermo                  | 151        | Giuseppe Saronni    | Francesco Moser                   |
| 10.ª    | 23 de mayo | Cefalú-Mesina                      | 197        | Urs Freuler         | Francesco Moser                   |
| 11.ª    | 24 de mayo | Palmi-Camigliatello Silano         | 229        | Bernard Becaas      | Francesco Moser                   |
| 12.ª    | 25 de mayo | Cava de' Tirreni-Campitello Matese | 171        | Bernard Hinault     | Bernard Hinault                   |
| 13.ª    | 26 de mayo | Campitello Matese-Pescara          | 164        | Silvano Contini     | Bernard Hinault                   |
| 14.ª    | 27 de mayo | Pescara-Urbino                     | 248        | Guido Bontempi      | Bernard Hinault                   |
| 15.ª    | 28 de mayo | Urbino-Comacchio                   | 190        | Silvestro Milani    | Bernard Hinault                   |
| 16.ª    | 29 de mayo | Comacchio-San Martino di Castrozza | 243        | Vicente Belda       | Bernard Hinault                   |
| 17.ª    | 30 de mayo | Fiera di Primiero-Boario Terme     | 235        | Silvano Contini     | Silvano Contini                   |
| 18.ª    | 31 de mayo | Piancogno-Montecampione            | 85         | Bernard Hinault     | Bernard Hinault                   |
| 19.ª    | 1 de junio | Boario Terme-Vigevano              | 162        | Robert Dill-Bundi   | Bernard Hinault                   |
| 20.ª    | 2 de junio | Vigevano-Cuneo                     | 177        | Francesco Moser     | Bernard Hinault                   |
| 21.ª    | 3 de junio | Cuneo-Pinerolo                     | 254        | Giuseppe Saronni    | Bernard Hinault                   |
| 22ª     | 4 de junio | Pinerolo-Turín                     | 42,5 (CRI) | Bernard Hinault     | Bernard Hinault                   |

## Clasificaciones
| \| 1. \| Bernard Hinault \| Francia \| REN \| 110h 07' 55s \| \| \| 2. \| Tommy Prim \| Suecia \| BIA \| a 2' 35s \| \| \| 3. \| Silvano Contini \| Italia \| BIA \| a 2' 47s \| \| \| 4. \| Lucien Van Impe \| Bélgica \| MET \| a 4' 31s \| \| \| 5. \| Gianbattista Baronchelli \| Italia \| BIA \| a 6' 09s \| \| \| 6. \| Giuseppe Saronni \| Italia \| DEL \| a 10' 52s \| \| \| 7. \| Mario Beccia \| Italia \| HOO \| a 11' 06s \| \| \| 8. \| Francesco Moser \| Italia \| FAM \| a 11' 57s \| \| \| 9. \| Marco Groppo \| Italia \| MET \| a 14' 43s \| \| \| 10. \| Faustino Rupérez \| España \| ZOR \| a 14' 57s \| \| |                          |         |     |              |  |
| 1. | Bernard Hinault          | Francia | REN | 110h 07' 55s |  |
| 2. | Tommy Prim               | Suecia  | BIA | a 2' 35s     |  |
| 3. | Silvano Contini          | Italia  | BIA | a 2' 47s     |  |
| 4. | Lucien Van Impe          | Bélgica | MET | a 4' 31s     |  |
| 5. | Gianbattista Baronchelli | Italia  | BIA | a 6' 09s     |  |
| 6. | Giuseppe Saronni         | Italia  | DEL | a 10' 52s    |  |
| 7. | Mario Beccia             | Italia  | HOO | a 11' 06s    |  |
| 8. | Francesco Moser          | Italia  | FAM | a 11' 57s    |  |
| 9. | Marco Groppo             | Italia  | MET | a 14' 43s    |  |
| 10. | Faustino Rupérez         | España  | ZOR | a 14' 57s    |  |

| \| 1. \| Francesco Moser \| Italia \| FAM \| 247 puntos \| \| 2. \| Giuseppe Saronni \| Italia \| DEL \| 207 puntos \| \| 3. \| Bernard Hinault \| Francia \| REN \| 171 puntos \| |                  |         |     |            |
| 1. | Francesco Moser  | Italia  | FAM | 247 puntos |
| 2. | Giuseppe Saronni | Italia  | DEL | 207 puntos |
| 3. | Bernard Hinault  | Francia | REN | 171 puntos |

| \| 1. \| Lucien Van Impe \| Bélgica \| MET \| - \| \| 2. \| Bernard Hinault \| Francia \| REN \| - \| \| 3. \| Silvano Contini \| Italia \| BIA \| - \| |                 |         |     |   |
| 1. | Lucien Van Impe | Bélgica | MET | - |
| 2. | Bernard Hinault | Francia | REN | - |
| 3. | Silvano Contini | Italia  | BIA | - |

| \| 1. \| Marco Groppo \| Italia \| MET \| 110h 22' 38s \| \| 2. \| - \| - \| - \| - \| \| 3. \| - \| - \| - \| - \| |              |        |     |              |
| 1. | Marco Groppo | Italia | MET | 110h 22' 38s |
| 2. | -            | -      | -   | -            |
| 3. | -            | -      | -   | -            |

| \| 1. \| Bianchi - Piaggio \| Italia \| ITA \| - \| \| 2. \| - \| - \| - \| - \| \| 3. \| - \| - \| - \| - \| |                   |        |     |   |
| 1. | Bianchi - Piaggio | Italia | ITA | - |
| 2. | -                 | -      | -   | - |
| 3. | -                 | -      | -   | - |